# 小行星3097
小行星3097（3097 Tacitus）是一颗围绕太阳公转的小行星。1960年9月24日，C. J. 万·豪敦、I. 万·豪敦-格勒内费尔德、T. 赫雷爾斯在帕洛马山发现了此天体。
該小行星以古羅馬歷史學家塔西佗命名。
这颗小行星的绝对星等为88.45414151893148等。